# Liste der Kulturdenkmale in Wewelsfleth
In der Liste der Kulturdenkmale in Wewelsfleth sind alle Kulturdenkmale der schleswig-holsteinischen Gemeinde Wewelsfleth (Kreis Steinburg) und ihrer Ortsteile aufgelistet (Stand: 6. Januar 2020).

## Legende
In den Spalten befinden sich folgende Informationen:
- Objekt-ID: die Nummer des Kulturdenkmales
- Lage: die Adresse des Kulturdenkmales und die geographischen Koordinaten. Kartenansicht, um Koordinaten zu setzen. In der Kartenansicht sind Kulturdenkmale ohne Koordinaten mit einem roten Marker dargestellt und können in der Karte gesetzt werden. Kulturdenkmale ohne Bild sind mit einem blauen Marker gekennzeichnet, Kulturdenkmale mit Bild mit einem grünen Marker.
- Offizielle Bezeichnung: Bezeichnung des Kulturdenkmales
- Beschreibung: die Beschreibung des Kulturdenkmales
- Bild: ein Bild des Kulturdenkmales

## Sachgesamtheiten
| Objekt-ID      | Lage                                       | Offizielle Bezeichnung | Beschreibung | Bild                             |
| -------------- | ------------------------------------------ | ---------------------- | --- | -------------------------------- |
| 41061 Wikidata | Am Kirchhof (53° 50′ 38″ N, 9° 24′ 1″ O)   | Kirche St. Trinitatis  | Aktualisierung vorgesehen - Begründung: geschichtlich, künstlerisch, städtebaulich, Kulturlandschaft prägend - Schutzumfang: Kirche St. Trinitatis mit Ausstattung, Glockenturm, Kirchhof, Grabmale bis 1870, Kirchhofstor                                                                                                   | weitere Fotos \| Fotos hochladen |
| 55995          | Großwisch 4 (53° 50′ 53″ N, 9° 22′ 30″ O)  | Hof Großwisch 4        | Hofanlage Großwisch 4; 19. Jh.; auf Warft errichtete Hofstelle bestehend aus einem Husmannshus und einer Bargscheune in Ziegelbauweise; Warft mit Hofgraben - Schutzumfang: Husmannshus, Warft, Graben, Bargscheune - Begründung: Geschichtlich, Kulturlandschaftlich, Wissenschaftlich                                      | BW                               |
| 56063          | Großwisch 13 (53° 51′ 1″ N, 9° 21′ 42″ O)  | Hofanlage Großwisch 13 | Hofanlage Großwisch 13; 19. Jh., erstes Viertel 20. Jh.; auf Warft errichtete Hofstelle bestehend aus einem Husmannshus und einer Bargscheune in Ziegelbauweise; Warft mit Hofgraben - Schutzumfang: Husmannshus, Warft, Graben, Bargscheune - Begründung: Geschichtlich, Kulturlandschaftlich, Wissenschaftlich             | BW                               |
| 46317 Wikidata | Roßkopp 2 (53° 51′ 23″ N, 9° 21′ 31″ O)    | Hofstelle Roßkopp 2    | Hofstelle Roßkopp 2; auf 1588 zurückgehend; regdeckte Anlage aus Husmannshus und Bargscheune, Husmannshus mit Sommerhausflügel 16. Jh. (d), sonst Ende 19. Jh., Bargscheune mit unsymmetrischem Querschnitt - Begründung: geschichtlich, wissenschaftlich, Kulturlandschaft prägend - Schutzumfang: Husmannshus, Bargscheune | BW                               |
| 46422          | Roßkopp 4 (53° 51′ 30″ N, 9° 21′ 21″ O)    | Hofanlage Bolten       | Hofanlage Bolten; Anf. 19. Jh.; bestehend aus Husmannshus v. 1810/11, über Eck angeordnete Bargscheune, rückwärtig Backhaus und Göpelschur - Begründung: geschichtlich, wissenschaftlich, Kulturlandschaft prägend - Schutzumfang: Husmannshus, Bargscheune, Göpelschuur, Backhaus                                           | BW                               |
| 52678          | Uhrendorf 18 (53° 50′ 49″ N, 9° 25′ 40″ O) | Hofanlage Uhrendorf 18 | Hofanlage Uhrendorf 18; 17./18. Jh.; Ensemble aus Husmannshus, Scheune und Warft mit Graben - Begründung: geschichtlich, wissenschaftlich, künstlerisch, Kulturlandschaft prägend - Schutzumfang: Husmannshus mit Warft und Graben, Scheune                                                                                  | BW                               |

## Bauliche Anlagen
| Objekt-ID      | Lage                                           | Offizielle Bezeichnung                | Beschreibung | Bild                             |
| -------------- | ---------------------------------------------- | ------------------------------------- | --- | -------------------------------- |
| 5147 Wikidata  | Am Kirchhof (53° 50′ 38″ N, 9° 24′ 1″ O)       | Kirche St. Trinitatis mit Ausstattung | Alteintragung (Aktualisierung vorgesehen) - Begründung: geschichtlich, künstlerisch, städtebaulich - Schutzumfang: Kirche St. Trinitatis mit Ausstattung, Glockenturm - Denkmaltyp: Bauliche Anlage, Sachgesamtheit: Kirche St. Trinitatis | weitere Fotos \| Fotos hochladen |
| 6355 Wikidata  | Außendeich 3–4 (53° 49′ 57″ N, 9° 22′ 56″ O)   | Bargscheune („Melkerscheune“)         | Alteintragung (Aktualisierung vorgesehen) - Begründung: Alteintragung (Aktualisierung vorgesehen) - Schutzumfang: Alteintragung (Aktualisierung vorgesehen) - Denkmaltyp: Bauliche Anlage | BW                               |
| 6356 Wikidata  | Außendeich 3–4 (53° 49′ 55″ N, 9° 22′ 56″ O)   | Bargscheune („Jungviehscheune“)       | Alteintragung (Aktualisierung vorgesehen) - Begründung: Alteintragung (Aktualisierung vorgesehen) - Schutzumfang: Alteintragung (Aktualisierung vorgesehen) - Denkmaltyp: Bauliche Anlage | BW                               |
| 6357 Wikidata  | Außendeich 3–4 (53° 49′ 56″ N, 9° 22′ 52″ O)   | Hofpflaster                           | Alteintragung (Aktualisierung vorgesehen) - Begründung: Alteintragung (Aktualisierung vorgesehen) - Schutzumfang: Alteintragung (Aktualisierung vorgesehen) - Denkmaltyp: Bauliche Anlage | BW                               |
| 6353 Wikidata  | Außendeich 4 (53° 49′ 55″ N, 9° 22′ 53″ O)     | Husmannshus                           | Alteintragung (Aktualisierung vorgesehen) - Begründung: Alteintragung (Aktualisierung vorgesehen) - Schutzumfang: Alteintragung (Aktualisierung vorgesehen) - Denkmaltyp: Bauliche Anlage | BW                               |
| 22764 Wikidata | Deichreihe 27 (53° 50′ 35″ N, 9° 24′ 19″ O)    | Wohnhaus                              | Alteintragung (Aktualisierung vorgesehen) - Begründung: geschichtlich, Kulturlandschaft prägend - Schutzumfang: gesamtes Objekt - Denkmaltyp: Bauliche Anlage | BW                               |
| 3917 Wikidata  | Deichreihe 31 (53° 50′ 35″ N, 9° 24′ 21″ O)    | Altes Fährhaus                        | Alteintragung (Aktualisierung vorgesehen) - Begründung: Alteintragung (Aktualisierung vorgesehen) - Schutzumfang: Alteintragung (Aktualisierung vorgesehen) - Denkmaltyp: Bauliche Anlage | BW                               |
| 3918 Wikidata  | Dorfstraße 3 (53° 50′ 37″ N, 9° 24′ 4″ O)      | ehem. Kirchspielsvogtei               | Alteintragung (Aktualisierung vorgesehen) - Begründung: Alteintragung (Aktualisierung vorgesehen) - Schutzumfang: Alteintragung (Aktualisierung vorgesehen) - Denkmaltyp: Bauliche Anlage | BW                               |
| 3919 Wikidata  | Dorfstraße 23 (53° 50′ 34″ N, 9° 23′ 57″ O)    | Wohnhaus                              | Alteintragung (Aktualisierung vorgesehen) - Begründung: Alteintragung (Aktualisierung vorgesehen) - Schutzumfang: Alteintragung (Aktualisierung vorgesehen) - Denkmaltyp: Bauliche Anlage | BW                               |
| 15605          | Großwisch 4 (53° 50′ 54″ N, 9° 22′ 31″ O)      | Husmannshus                           | Husmannshus; 19. Jh.; Zweiständerfachhallenhaus in Ziegelbauweise, Halbwalmdach ursprünglich in Reet, repräsentativer Seitenrisalit; Warft mit Graben - Schutzumfang: Husmannshus, Warft, Graben - Begründung: Geschichtlich, Kulturlandschaftlich, Wissenschaftlich - Teil der Sachgesamtheit 55995 Hof Großwisch 4                                                                  | BW                               |
| 15610          | Großwisch 9 (53° 50′ 55″ N, 9° 22′ 10″ O)      | Husmannshus                           | Husmannshus; 1759, Bauherr Peter Hass; reetgedecktes Fachhallenhaus über kreuzförmigem Grundriss mit Satteldach, Halbwalm mit Eulenluke und seitlichen vorkragenden Steilgiebeln; auf Warft mit Graben errichtet - Schutzumfang: Husmannshus, Warft, Graben - Begründung: Geschichtlich, Kulturlandschaftlich, Wissenschaftlich                                                       | BW                               |
| 15611          | Großwisch 13 (53° 51′ 0″ N, 9° 21′ 46″ O)      | Husmannshus                           | Husmannshus; 19. Jh., Vörhus erstes Viertel 20. Jh.; reetgedecktes Zweiständerfachhallenhaus in Ziegelbauweise, repräsentatives Vörhus; Warft mit Graben - Schutzumfang: Husmannshus, Warft, Graben - Begründung: Geschichtlich, Kulturlandschaftlich, Wissenschaftlich - Teil der Sachgesamtheit 56063 Hofanlage Großwisch 13                                                        | BW                               |
| 15727 Wikidata | Hollerwettern 7 (53° 50′ 20″ N, 9° 21′ 41″ O)  | Husmannshus                           | Alteintragung (Aktualisierung vorgesehen) - Begründung: geschichtlich, Kulturlandschaft prägend - Schutzumfang: gesamtes Objekt - Denkmaltyp: Bauliche Anlage | BW                               |
| 22516 Wikidata | Hollerwettern 21 (53° 50′ 29″ N, 9° 21′ 10″ O) | Leuchtturm „Unterfeuer Hollerwettern“ | Alteintragung (Aktualisierung vorgesehen) - Begründung: geschichtlich, technisch, Kulturlandschaft prägend - Schutzumfang: gesamtes Objekt - Denkmaltyp: Bauliche Anlage | weitere Fotos \| Fotos hochladen |
| 9669 Wikidata  | Humsterdorf 21 (53° 50′ 48″ N, 9° 24′ 17″ O)   | Husmannshus                           | Alteintragung (Aktualisierung vorgesehen) - Begründung: Alteintragung (Aktualisierung vorgesehen) - Schutzumfang: Alteintragung (Aktualisierung vorgesehen) - Denkmaltyp: Bauliche Anlage | BW                               |
| 15730 Wikidata | Roßkopp 2 (53° 51′ 24″ N, 9° 21′ 31″ O)        | Bargscheune                           | Bargscheune; Reetdach mit Vollwalmen, Kiefernholzgerüst aus zwei Stühlen, Hochrähme beidseitig überstehend, westl. Ständer entlang der Diele deutlich höher als im Osten, Tore in die Walme eingeschnitten - Begründung: geschichtlich, wissenschaftlich, Kulturlandschaft prägend - Schutzumfang: gesamtes Objekt - Denkmaltyp: Bauliche Anlage, Sachgesamtheit: Hofstelle Roßkopp 2 | BW                               |
| 15731 Wikidata | Roßkopp 2 (53° 51′ 23″ N, 9° 21′ 31″ O)        | Husmannshus                           | Husmannshus; Gerüst des Sommerhausflügels um 1588, sonst Ende 19. Jh, Vorderfront 1953; Reetdach mit zwei Ausbauten über dem Wohnbereich, Kiefernholzgerüst, Ziegelfassaden mit Trauf- und Ortganggesimsen - Begründung: geschichtlich, wissenschaftlich, Kulturlandschaft prägend - Schutzumfang: gesamtes Objekt Denkmaltyp: Bauliche Anlage, Sachgesamtheit: Hofstelle Roßkopp 2   | BW                               |
| 15588          | Roßkopp 4 (53° 51′ 30″ N, 9° 21′ 20″ O)        | Husmannshus                           | Husmannshus; 1810–11, 1885, 1922; Hallenhaus von 12 Fach, Reetdach mit Halbwalmen, Backsteinfassaden, Nadelholzgefüge aus, Raumgliederung um 1885 u. 1922 leicht verändert, Ausstattungsdetails des 19. Jhs. - Begründung: geschichtlich, wissenschaftlich, Kulturlandschaft prägend - Schutzumfang: gesamtes Objekt - Denkmaltyp: Bauliche Anlage, Sachgesamtheit: Hofanlage Bolten  | BW                               |
| 15733          | Roßkopp 4 (53° 51′ 27″ N, 9° 21′ 21″ O)        | Bargscheune                           | Bargscheune; Anf. 19. Jh.; Außenwände Backstein, steiles Vollwalmdach, Einfahrt über Eck, Innengerüst Kiefernholz, Vierkant mit sechs Ständern, Nutzungsgliederung in Diele, Stall, Barg und Remise - Begründung: geschichtlich, wissenschaftlich, Kulturlandschaft prägend - Schutzumfang: gesamtes Objekt - Denkmaltyp: Bauliche Anlage, Sachgesamtheit: Hofanlage Bolten           | BW                               |
| 27236 Wikidata | Schulstraße 3 (53° 50′ 39″ N, 9° 23′ 56″ O)    | Schule Wewelsfleth                    | Alteintragung (Aktualisierung vorgesehen) - Begründung: Alteintragung (Aktualisierung vorgesehen) - Schutzumfang: Alteintragung (Aktualisierung vorgesehen) - Denkmaltyp: Bauliche Anlage | BW                               |
| 10764 Wikidata | Schulstraße 3 (53° 50′ 39″ N, 9° 23′ 56″ O)    | Schulgebäude                          | Alteintragung (Aktualisierung vorgesehen) - Begründung: Alteintragung (Aktualisierung vorgesehen) - Schutzumfang: Alteintragung (Aktualisierung vorgesehen) - Denkmaltyp: Bauliche Anlage | BW                               |
| 10765 Wikidata | Schulstraße 3 (53° 50′ 39″ N, 9° 23′ 58″ O)    | Toilettenhaus                         | Alteintragung (Aktualisierung vorgesehen) - Begründung: Alteintragung (Aktualisierung vorgesehen) - Schutzumfang: Alteintragung (Aktualisierung vorgesehen) - Denkmaltyp: Bauliche Anlage | BW                               |
| 10766 Wikidata | Schulstraße 3 (53° 50′ 40″ N, 9° 23′ 55″ O)    | Werkraum                              | Alteintragung (Aktualisierung vorgesehen) - Begründung: Alteintragung (Aktualisierung vorgesehen) - Schutzumfang: Alteintragung (Aktualisierung vorgesehen) - Denkmaltyp: Bauliche Anlage | BW                               |
| 10828 Wikidata | Schulstraße 3 (53° 50′ 40″ N, 9° 23′ 55″ O)    | Waschküche/Stallung                   | Alteintragung (Aktualisierung vorgesehen) - Begründung: Alteintragung (Aktualisierung vorgesehen) - Schutzumfang: Alteintragung (Aktualisierung vorgesehen) - Denkmaltyp: Bauliche Anlage | BW                               |
| 10697 Wikidata | Schulstraße 6 (53° 50′ 36″ N, 9° 23′ 59″ O)    | Alter Speicher                        | Alteintragung (Aktualisierung vorgesehen) - Begründung: geschichtlich, wissenschaftlich, künstlerisch - Schutzumfang: gesamtes Objekt - Denkmaltyp: Bauliche Anlage | BW                               |
| 1538 Wikidata  | Uhrendorf 18 (53° 50′ 43″ N, 9° 25′ 32″ O)     | Husmannshus                           | Husmannshus; 1697, 1778/79; reetgedecktes Kreuzhallenhaus von 11 Fach mit verbretterten Dreistufengiebeln und zwei seitlichen Ausbauten, Warft mit Graben - Begründung: geschichtlich, wissenschaftlich, künstlerisch, Kulturlandschaft prägend - Schutzumfang: Husmannshus, Warft, Graben - Denkmaltyp: Bauliche Anlage, Sachgesamtheit: Hofanlage Uhrendorf 18                      | BW                               |
| 15571          | Uhrendorf 19 (53° 50′ 49″ N, 9° 25′ 40″ O)     | Husmannshus                           | Barghus; 1860-1875; Ziegelbau unter Reetdach mit beidseitigen Halbwalmen, Gulfkonstruktion mit fünf Stühlen, zeittypischer Grundriss des quererschlossenen Vörhuses, Warft mit Graben - Begründung: geschichtlich, wissenschaftlich, Kulturlandschaft prägend - Schutzumfang: Barghus, Warft, Graben - Denkmaltyp: Bauliche Anlage                                                    | BW                               |
| 15577          | Uhrendorf 20 (53° 50′ 59″ N, 9° 25′ 56″ O)     | Husmannshus                           | Husmannshus; 2. Hälfte 19. Jh.; reetgedecktes Zweiständerfachhallenhaus unter Halbwalmdach in Gelbziegelbauweise, repräsentativer Wohngiebel von Hausbäumen flankiert; Warft mit Hausgraben - Schutzumfang: Husmannshus, Warft, Graben, Hausbäume - Begründung: Geschichtlich, Kulturlandschaftlich, Wissenschaftlich                                                                 | BW                               |

## Gründenkmale
| Objekt-ID      | Lage                                     | Offizielle Bezeichnung | Beschreibung | Bild            |
| -------------- | ---------------------------------------- | ---------------------- | --- | --------------- |
| 19702 Wikidata | Am Kirchhof (53° 50′ 38″ N, 9° 24′ 1″ O) | Kirchhof               | Alteintragung (Aktualisierung vorgesehen) - Begründung: geschichtlich, Kulturlandschaft prägend - Schutzumfang: Kirchhof, Grabmale bis 1870, Kirchhofstor - Denkmaltyp: Gründenkmal, Sachgesamtheit: Kirche St. Trinitatis | Fotos hochladen |

## Quelle
- Liste der Kulturdenkmale in Schleswig-Holstein – Kreis Steinburg

- Karte mit allen Koordinaten:
- OSM |
- WikiMap